# Paul Gage
Pour les articles homonymes, voir Gage.
Paul Gage est un chercheur en informatique employé de Cray Inc..
Il est principalement connu pour sa collaboration avec David Slowinski (en) dans la découverte de quelques-uns des plus grands nombres premiers de Mersenne :  2756839−1 en 1992, 2859433−1 en 1994, et 21257787−1 en 1996.